# Afrikakorpset
Afrikakorpset (på tysk: Deutsches Afrikakorps, DAK) var den oprindelige tyske styrke, som under 2. verdenskrig blev sendt til Afrika for at hjælpe Italien i krigen mod Storbritannien under Felttoget i Nordafrika. Afrikakorpset blev fastholdt som en selvstændig enhed og blev det væsentligste tyske bidrag til Panzerarmee Afrika, som senere udviklede sig til den tysk-italienske Panzer Arme og Heeresgruppe Afrika.

## Organisation
Afrikakorpset blev oprettet på Adolf Hitlers befaling, og den 12. februar 1941 udvalgte Hitler Erwin Rommel til at lede det. Rommel ankom til Libyen den 14. februar for at være klar til at modtage de tyske styrker, som han skulle lede. Den tyske overkommando OKW og OKH havde besluttet at sende en blokeringsstyrke eller Sperrverband til Libyen for at støtte den italienske hær dèr. Efter at Italien havde erklæret Storbritannien krig i juni 1940, havde en stor, men dårligt udrustet italiensk hær bevæget sig et lille stykke ind i Ægypten i september 1940. En britisk hær, som var langt mindre, men bedre udrustet og bedre ledet havde i november 1940 iværksat en modoffensiv, Operation Compass, hvor den italienske hær var blevet slået på flugt, og 130.000 taget til fange sammen med store mængder udstyr og forsyninger.
Den tyske styrke skulle stive italienernes moral af. I første omgang bestod den blot af det 5. lette Panzerregiment fra 3. Panzerdivision og forskellige andre tilknyttede mindre enheder til håndtering af drikkevand og lægehjælp. Disse enheder blev organiseret i den 5. lette tyske division, da de ankom til Afrika fra 10. februar til 12. marts 1941. I slutningen af april og begyndelsen af maj blev de forstærket med forskellige tyske enheder fra Italien, som kom til at udgøre 15. Panzerdivision. Alle styrkerne var imidlertid ikke nået frem, inden Rommel var gået i gang med et modangreb og havde generobret det meste af Cyrenaica og derpå var gået i defensiven. På dette tidspunkt bestod Afrikakorpset af to divisioner samt en række mindre støtteenheder og var officielt underlagt den italienske kommandokæde i Afrika – selv om Rommel havde gennemført sin offensiv uden nogen form for autorisation.
Den 15. august 1941 blev den 5. lette division omdøbt til 21. Panzerdivision, men var stadig tilknyttet den større enhed Afrikakorpset. I løbet af sommeren 1941 byggede OKW og OKH en større kommandostruktur op i Afrika ved at etablere et nyt hovedkvarter med navnet Panzergruppe Afrika. Den 15. august blev hovedkvarteret aktiveret med Rommel som chef, og kommandoen over Afrikakorpset blev overdraget til Ludwig Crüwell. Panzergruppen havde kontrollen med Afrikakorpset foruden nogle yderligere tyske enheder, der blev sendt til Afrika og to italienske korps. En tysk "gruppe" var nogenlunde det samme som en "arme" i andre landes militær, og Panzergruppe Afrika blev omdøbt til Panzerarmee Afrika den 30. januar 1942.
Efter nederlaget i Andet slag om el-Alamein og den allierede invasion i Marokko og Algeriet i Operation Torch opgraderede OKW endnu engang sin tilstedeværelse i Afrika ved at skabe det 90. Korps i Tunesien den 19. november 1942 og derpå skabe et nyttysk 5. Panzer Armee hovedkvarter den 8. december under kommando af generaloberst Hans-Jürgen von Arnim.
Den 23. februar 1943 blev Panzerarmee Afrika, (som nu hed Deutsch-Italienische Panzer Armee) omdøbt til 1. Italienske Arme under kommando af den italienske general Giovanni Messe, mens Rommel fik kommandoen over en ny Heeresgruppe Afrika, som blev etableret for at kontrollere både den 1. Italienske Arme og 5. Panzer Armee. Resterne af Afrikakorpset og andre overlevende enheder fra den 1. Italienske Arme trak sig tilbage til Tunesien. Kommandoen over Heeresgruppe Afrika overgik til von Arnim i marts 1943. Den 13. maj overgav resterne af Afrikakorpset sig sammen med de øvrige tilbageværende aksestyrker i Nordafrika.

### Sammensætning og terminologi
"Afrika Korps" er udledt af oprindelige tyske navn, som korrekt staves i et ord. Strengt taget refererer begrebet til den oprindelige enhed, som selv om den ikke blev opløst, blev en del af den stadig større tyske og italienske tilstedeværelse i Nordafrika på grund af dens rolle fra februar 1941 til maj 1943 under felttoget i Nordafrika. I nogle sammenhænge bruges det imidlertid til at beskrive alle tyske enheder i Nordafrika. Nogle væsentlige tilknyttede enheder omfatter 15. Panzerdivision, 21. Panzerdivision, Afrika zbV (zur besondere Verwendung: til særlig brug) divisionen, der startede som en infanteridivision og langsomt blev opgraderet til en fuldt motoriseret division og derpå blev omdøbt til 90. lette Afrika-division, den 164. lette Afrika-division, den 999. lette Afrika-division, den 334. infanteridivision, Fallschirmjäger-Ramcke brigaden. Der var også 8 italienske divisioner under Rommels kommando i Panzerarmee Afrika, herunder to pansrede, to motoriserede, tre infanteri- og en faldskærmsdivision. Hæren blev støttet af en række mindre enheder fra såvel de tyske som italienske væbnede styrker.
Betegnelsen "let" havde ikke en standardiseret betydning i forhold til organisation og udstyr.
Tyske enheders organisation var baseret på organisationsdiagrammer (Kriegsstärkenachweisungen eller KStN). Hver af de enheder, der var opstillet i den tyske hær, havde en KStN, og alle nye enheder blev opstillet med henvisning til en KStN og tilhørende dato. F.eks. havde den 5. lette Afrika-division en organisationsstruktur, som manglede bestemte elementer, før den kunne kaldes en komplet panserdivision. Det samme var tilfældet for den partner, den 15. Panzerdivision, som ankom i slutningen af april og maj 1941. Den 5. lette division blev med tiden delvist udvidet til 21. Panzerdivision. Den fik tildelt tyske enheder, der allerede var placeret i Afrika og noget nyt udstyr, så den kunne opfylde kravene til en panserdivision (bortset fra motorcykelbataljonen, som aldrig blev komplet) og blev så omdøbt i august 1941. Da hele Afrikakorpset blev omstruktureret og fik nyt navn i august 1941, holdt den nye nomenklatur i mindre end seks måneder. Den berømte styrke med det kortlivede navn blev en stor komponent af Panzer Armee Afrika, som blev til Deutsch-Italienische Panzerarmee og senere til Heeresgruppe Afrika i løbet af de 27 måneder, denne enhed deltog i kampagnerne.

Yderligere tyske enheder blev sendt til Afrika og blev dele af Panzerarmee Afrika. Det var tilfældet med 164. lette Afrika-division, der i starten kun var en delvist motoriseret infanteridivision og aldrig havde kampvogne overhovedet, kun panserbiler og opklaringskøretøjer. Forskellige tyske divisioner i Afrika blev indimellem reorganiseret eller fik nyt udstyr uden at få nyt navn, eller omvendt fik nyt navn uden væsentlige ændringer. Ingen af de tyske arméer opfyldte fuldt ud deres KStN på grund af tab i kamp, sænkninger af troppetransportskibe på Middelhavet undervejs og det voldsomme slid på køretøjerne.

#### Herman Göring Panzer Divisionen
Luftwaffe Fallschirmjäger (faldskærmstropper) fra FJR3 og FJR5 fra Herman Göring Panzer Divisionen, foruden landstyrker og mekaniserede enheder blev sendt til Tunesien fra midten af november 1942. Større enheder fulgte indtil ind i marts 1943. Over 5.000 fra denne styrke blev begravet på Cape Bon halvøen i Tunesien.

#### Ramcke Brigaden
Luftwaffenjäger-Brigade 1 er i dag bedre kendt som "Ramcke Luftwaffenjäger-Brigade"

## Genopstandelse af enheder
Nogle divisioner blev genopbygget i Europa efter at kampene i Tunesien var afsluttet. Det drejede sig om:
- 15./Panzer Division
- 21./Panzer Division (i Frankrig)
- Herman Göring Panzer Division (i Sicilien og Italien)

## Yderligere læsning
- Redaktør generalmajor Alfred Toppe Desert warfare:German experiences in World War II Arkiveret 27. september 2006 hos  Wayback Machine, skrevet med bistand fra ni tyske kommandører, som gjorde tjeneste i Nordafrika og oversat af Mr. H. Heitman, udgør et fælles forsøg på at bestemme så mange faktorer som muligt, der havde betydning for krigen i ørkenen.
- Hans von Lucks erindringer Panzer Commander: The Memoirs of Colonel Hans von Luck omfatter kapitler fra hans tid i Nordafrika under Rommel.